# Turbulence 3
Turbulence 3, auch Turbulence 3: Heavy Metal ist ein US-amerikanischer Action-Thriller aus dem Jahre 2001. Er erschien in Deutschland in zwei Fassungen: einer gekürzten FSK: 16 und einer ungekürzten FSK: 18 Version. Es handelt sich um die zweite Fortsetzung des 1997 erschienenen Films Turbulence.

## Handlung
Slade Craven ist ein Rockmusiker, der mit vierzig weiteren Gewinnern zu einem letzten Konzert eingeladen wurde. Mit einer umgestellten Boeing 747 will er in Los Angeles ankommen. Bald wird klar, dass sich unter den Passagieren auch Luftpiraten befinden, die die Maschine unter Kontrolle bringen und mit ihr abstürzen wollen. Sollte der Flieger einer Stadt zu nahe kommen, droht der Abschuss durch das FBI. Nur Sky-Marshal Nick Watts hat eine Chance.

## Kritiken
„Ein thematisch fragwürdiger Actionfilm, der primär nervenkitzelnde Unterhaltung bieten will. Dabei mangelt es ihm aber ebenso an Einfallsreichtum wie an inszenatorischer Dichte.“

## Hintergrund
Der Film wurde in Vancouver gedreht. Er wurde direkt auf DVD veröffentlicht.